# Jiří Fogl
Jiří Fogl (16. srpna 1940 Rychnov nad Kněžnou – 1. listopadu 2022 Žamberk) byl umělecký knihař.

## Život
Jiří Fogl se narodil 16. srpna 1940, do rodiny dělníků textilní továrny Vonwiller a spol.. Po základní škole nastoupil do Vyšší průmyslové školy v Novém Městě nad Metují, kde maturoval v roce 1958.
Hned po maturitě nastoupil do podniku OEZ Letohrad a základní vojenskou službu nastoupil v roce 1958 v Bechyni. Po vykonání základní vojenské služby se vrátil do podniku OEZ a od 1. května 1968 pak přešel do nově otevřeného závodu podniku Kovostav (později Elitex) v Žamberku, kde pracoval jako vedoucí konstrukční kanceláře.
Jako člen Sokola působil v kanoistickém a lyžařském oddíle, kdy se věnoval, pořádání závodů a práci s dětmi. 
Pracoval ve Spolku přátel Městského muzea Žamberk a po dvě volební období také v zastupitelstvu města Žamberk. 

## Dílo
V knihařské profesi byl autodidakt. Zpočátku se knihařskému řemeslu věnoval ze záliby a pro vlastní potěšení. Ve volných chvílích se učil u svého strýce, zkušeného mistra Jiřího Faltuse a u dalších knihařských mistrů jako byli profesor Jindřich Svoboda v Brně a u Jana a Jarmily Sobotových v Lokti nad Ohří, studiem odborné literatury a účastí na odborných seminářích Společenstva českých knihařů. Získané znalosti v oblastech zpracování kůží a pergamenů úspěšně využíval při tvorbě umělecké knižní vazby. Zvláště zpočátku umělecké tvorby spolupracuje s výtvarníkem Jaroslavem Kerschbaumem, který byl autorem řady návrhů výzdoby knižních vazeb a někdy i jejich realizátorem. Vzájemná spolupráce se prohloubila natolik, že soutěžní výstavy obesílali jako autorská dvojice Fogl – Kerschbaum.
Časem se zdokonalil tak, že po roce 1990 se knihařina stala jeho hlavním zaměstnáním. V roce 1990 založil v Žamberku se svým bratrem Ivanem vlastní dílnu Knihařství Fogl a zaměstnával zde knihařky ze zrušených Komunálních služeb Žamberk. 
V prvním období provozovna zajišťovala klasickou vazbu knih pro Památník národního písemnictví, vazby Sbírek zákonů, paspartování obrázků a drobné kartonážní práce. Vedle klasických knihařských služeb začali zhotovovat výrobky pro náročnou klientelu, převážně v celokoženém provedení. Specialitou byla výroba pamětních knih a kronik, dárkových kazet, různých desek pro slavnostní účely, celokožené kazety pro insignie vysokých škol a magistrátů.
Patřil mezi nejvýznamnější umělecké knihaře v České republice, v roce 1999 mu byl udělen titul "Mistr knihařského řemesla". 
V roce 2000 Jiří Fogl společně se svojí dcerou Pavlínou Rambovou zakoupil a zrekonstruoval starou budovu v podměstí Žamberka, kam přešel i se svými zaměstnanci, kde přes 21 let provozovali Knihařství Knihařství Fogl - Rambová.

## Fotogalerie

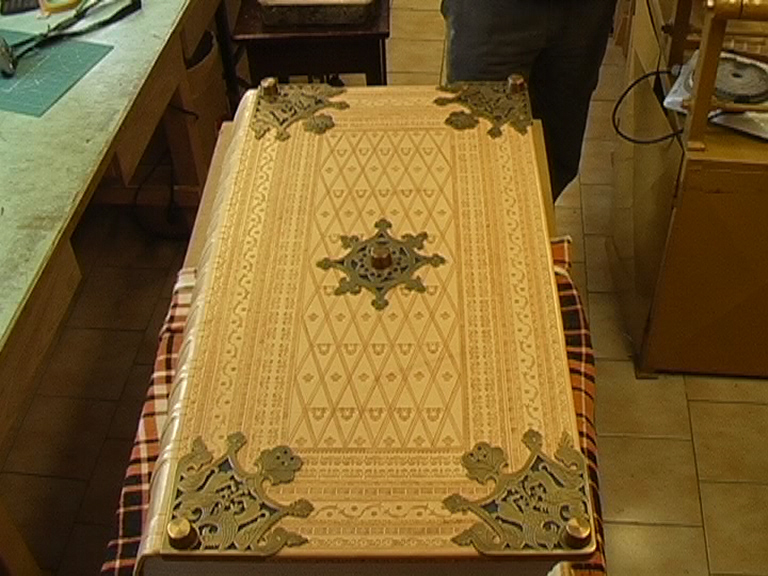
Maketa Ďáblovy bible
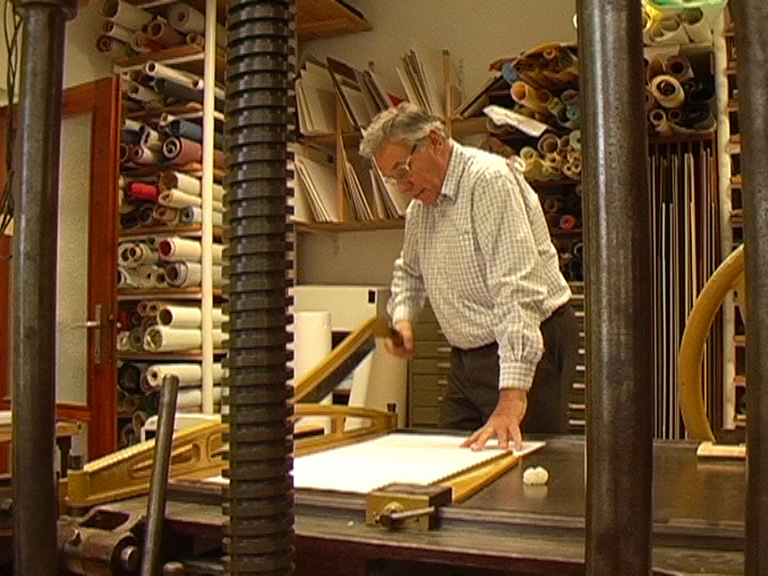
Práce na maketě 01
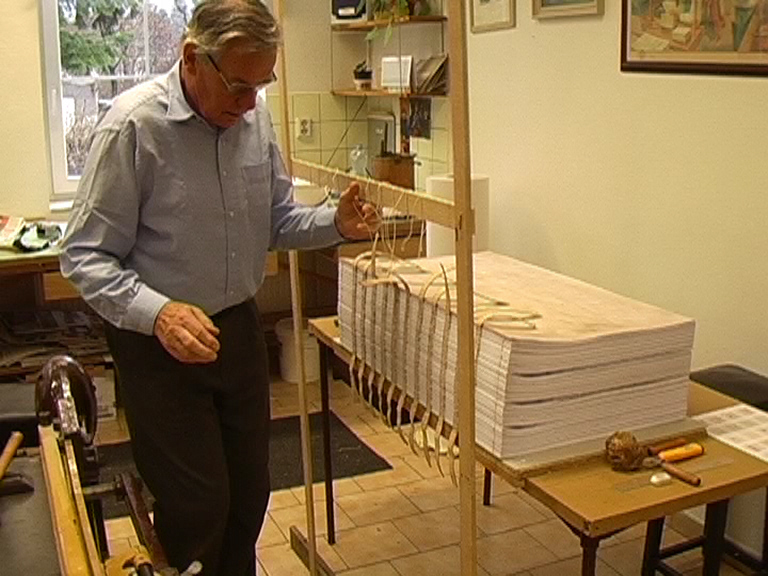
Práce na maketě 02
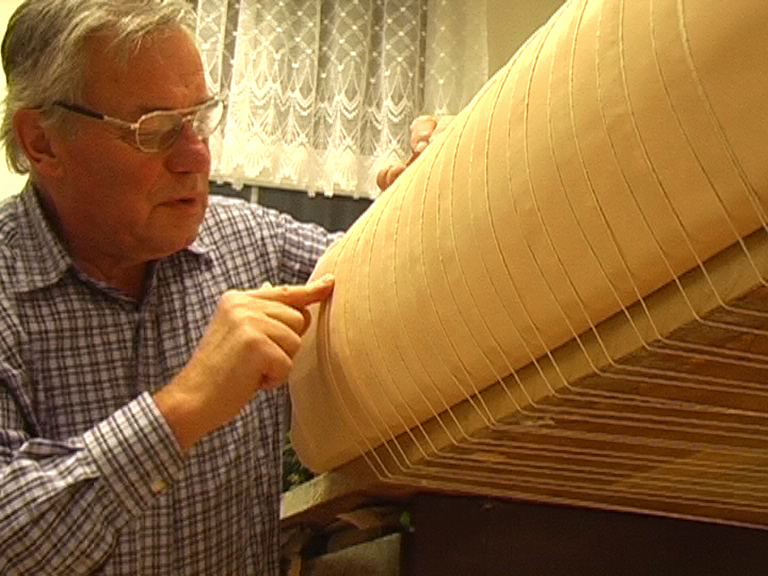
Práce na maketě 03
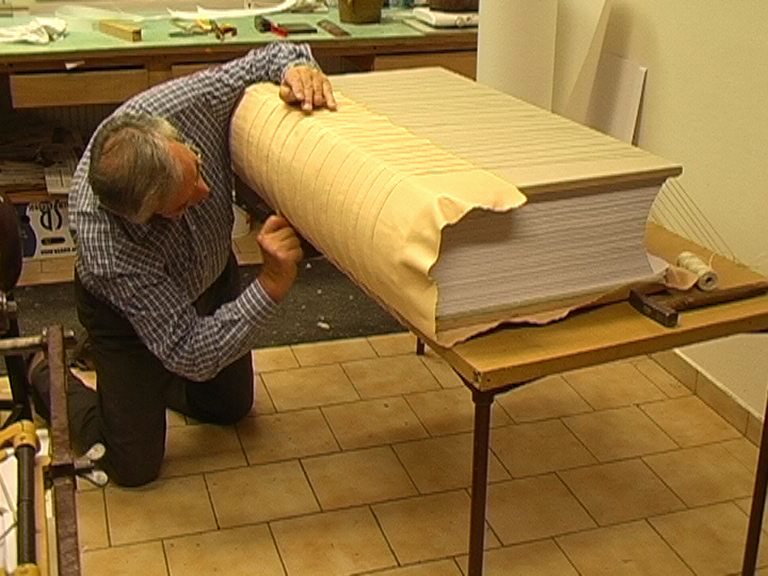
Práce na maketě 04
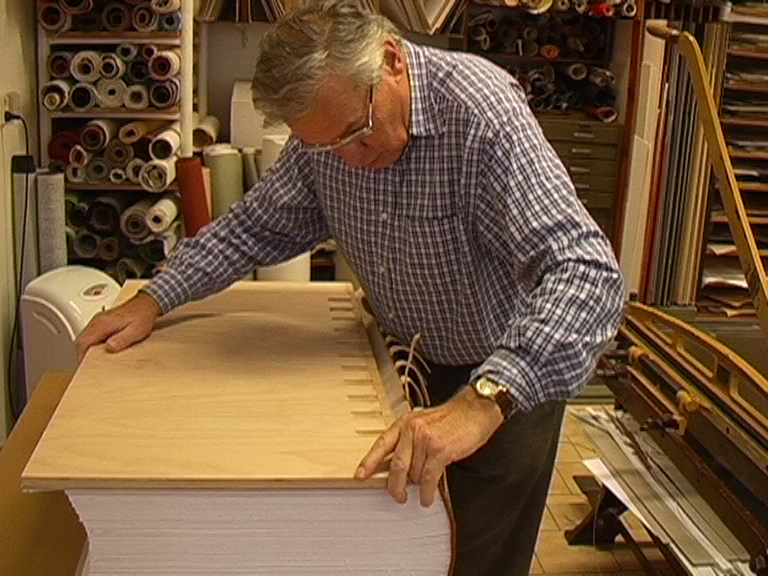
Práce na maketě 05
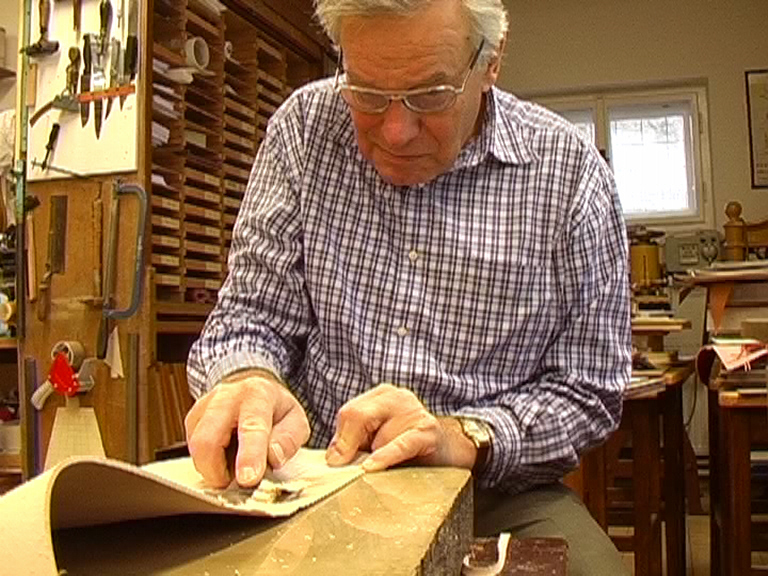
Práce na maketě 06
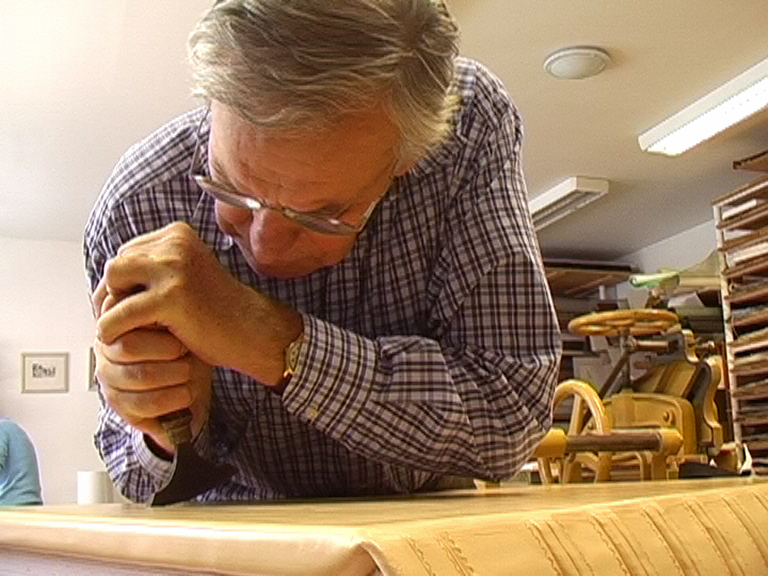
Práce na maketě 07
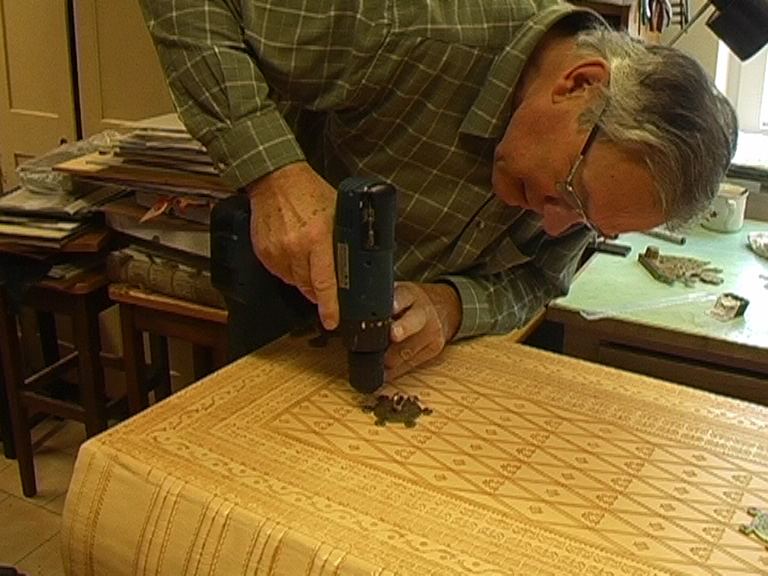
Práce na maketě 08
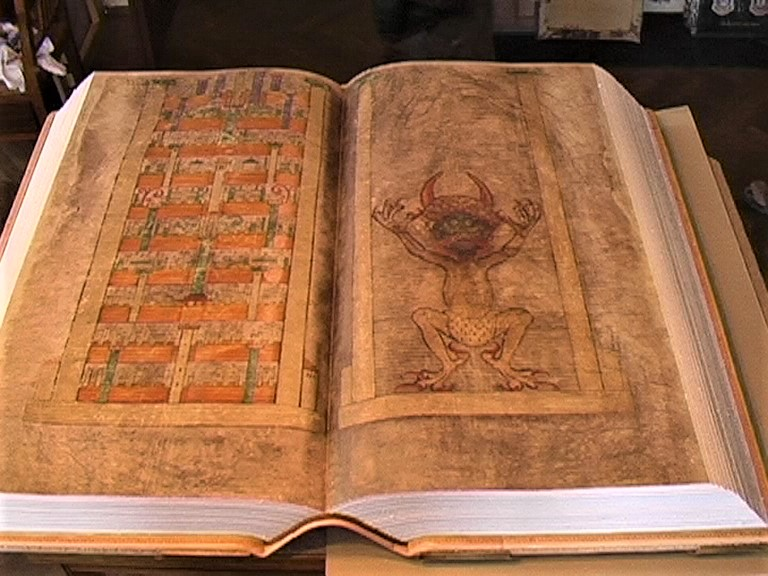
Ďáblova bible